# Paulina Krawczak
Paulina Krawczak (ur. 24 marca 1985) – polska piłkarka, biegaczka i wojskowa.

## Kariera
W reprezentacji Polski rozegrała 2 niepełne mecze (2 i 24 lipca 2005). Powołana do kadry A z drużyny AZS Biała Podlaska, w 2010 roku zakończyła karierę piłkarską. Pracowała jako nawigator w Centrum Operacji Sił Powietrznych.
Podjęła karierę w bieganiu jako zawodniczka klubu Altra Team/ATTIQ Team. W 2023 roku zajęła 4 miejsce na dystansie TDS podczas Ultra-Trail du Mont-Blanc.